# EuroCity
EuroCity (skraćeno: EC) je naziv za vrstu brzog putničkog vlaka, koji prometuje u međunarodnom prometu Europe na duže relacije.

## Povijest
31. svibnja 1987. željeznice Europske zajednice, Austrije i Švicarske osnovale su mrežu EuroCity sa 64 željezničkih linija. Kategorija EuroCity je nasljednik Trans-Europ-Express-a, koji je prometovao od 1957. do 1987. godine. Glavna razlika je u tome da je TEE imao samo prvu klasu, EC ima prvu i drugu klasu. Razina komfora u prvoj klasi je usporediva. Nekoliko godina je postajajao i noćni EC s kušet vagonima i vagonima za spavanje. Ta kategorija je kasnije preimenovana u EuroNight. Vrsta vlaka povezana s EuroCity-om je InterCity koji koristi nekoliko europskih željeznica u domaćem prometu. Ponekad EC i IC voze u zajedničkom voznom redu.
U devedesetima je nekoliko željezničkih tvrtki istočnih europskih država također uvelo EuroCity linije. 1991. godine broj EuroCity linija je povećan sa 76 na 102. S druge strane, EuroCity linije danas više ne prometuju u Španjolskoj, nekoliko preostalih prekograničnih vlakova voze kao Talgo (danju) ili Elipsos (noćju).
Nakon izgradnje pruge velikih brzina, mnogi bivši EuroCity pretvoreni su u vlakove velikih brzina, poput Thalysa na linijama od Pariza preko Bruxellesa do Kölna i Amsterdama. Vlakovi između Berlina i Amsterdam Schiphola linije se nazivaju InterCity, tako da ni u Nizozemskoj nema više EuroCity linija.

## Kriteriji
Uvođenjem EuroCity prometa uvedeni su jedinstveni kriteriji kvalitete za sve uključene željeznice, koje je također nadgledao UIC:
- Prekogranični vlak,
- Klimatiziran vagon prvog i drugog razreda,
- Pojačano čišćenje na odlaznim stanicama i čišćenje u pokretu na rutama dužim od 5 sati
- Stajališta samo u većim gradovima,
- Vrijeme stajanja maksimalno 5 minuta, iz operativnih razloga do 15 minuta (do 1989.: 20 minuta),
- Granične kontrole tijekom vožnje, samo kratki boravak na graničnim stanicama,
- Doručak između 7:00 i 9:00 sati, glavni obrok između 11:30 i 14:30 sati ili 18:30 i 21:30 sati u vagonu restoran, vagonu kafiću ili posluga u prvom razredu u vagonu sa sjedalima, meni mora biti dvojezičan,
- Kondukter mora znati najmanje dva jezika, uključujući njemački, engleski ili francuski jezik,
- Srednja brzina kretanja (uključujući svih stajališta) najmanje 90 km/h (s izuzetkom planinskih željeznica i vlakova sa željezničkim trajektima),
- Posebni kriteriji za točnost, vlakovi koji često kasne mogu izgubiti kategoriju EuroCity,
- Svaki par vlakova ima naziv koji se odnosi na europski karakter (turistički, kulturni, povijesni),
- Dnevni promet (polazak nakon 6:00 sati, dolazak prije 24:00 sati).

Te kriterije željezničke tvrtke tumače na različite načine: Neke željeznice koriste EuroCity linije i na domaćem tržištu. Vagoni drugog razreda bez klimatizacije su u početku bili namijenjeni samo prijelaznom razdoblju, ali postoje i do danas u nekim zemljama. U nekim slučajevima umjesto vagona restoran postoje samo buffet vagoni ili samo mali zalogaji s kolica za posluživanje (minibar).

## Vozila
Vagoni za Eurocity uglavnom imaju sljedeće karakteristike:
- klimatizacija,
- zadovoljava važeće propise RIC,
- Maksimalna brzina od 200 km/h,
- Putnički vagon salon sa šest sjedala u prvom i drugom razredu, dužina salona 2,3 metara (prvi razred) odnosno 1,9 metara (drugi razred),
- Putnički vagon sa sjedalima s rasporedom sjedala 2+1 (prvi razred) odnosno 2+2 (drugi razred).

## EC linije u srednjoj Europi
|  |  |  |

## Vozni red 2019/2020
| Broj                   | Naziv                   | Relacija                                         |
| ---------------------- | ----------------------- | ------------------------------------------------ |
| EC 6/7                 |                         | Interlaken ↔ Bern ↔ Köln ↔ Hamburg-Altona        |
| EC 8/9                 |                         | Zürich ↔ Basel ↔ Köln ↔ Hamburg-Altona           |
| EC 10/11 do EC 24/25   |                         | Milano ↔ Zürich                                  |
| EC 30/31 do EC 38/39   |                         | Kopenhagen ↔ Rødby ↔ Hamburg                     |
| EC 32, 34, 36          |                         | Milano → Ženeva                                  |
| EC 35, 39, 41          |                         | Ženeva → Milano                                  |
| EC 37/42               |                         | Ženeva ↔ Venecija                                |
| EC 40/41 do EC 46/47   | Berlin-Warszawa-Express | Varšava ↔ Poznanj ↔ Berlin                       |
| EC 50/51               |                         | Milano ↔ Basel                                   |
| EC 52, 56              |                         | Milano → Basel                                   |
| EC 54/55               | Berlin-Gdynia-Express   | Gdynia ↔ Poznanj ↔ Berlin                        |
| EC 57, 59              |                         | Basel → Milano                                   |
| EC 80/83               | DB-ÖBB EuroCity         | Verona ↔ Innsbruck ↔ München                     |
| EC 81/82, EC 88/89     | DB-ÖBB EuroCity         | München ↔ Bologna                                |
| EC 84/85               | DB-ÖBB EuroCity         | Rimini ↔ München                                 |
| EC 86/87               | DB-ÖBB EuroCity         | München ↔ Venecija                               |
| EC 102/103             | Polonia                 | Beč ↔ Varšava                                    |
| EC 104/105             | Sobieski                | Beč ↔ Gdynia                                     |
| EC 110/111             | Comenius                | Varšava ↔ Ostrava                                |
| EC 112/113             | Porta Moravica          | Varšava ↔ Katowice ↔ Prag                        |
| EC 112/113             | Blauer Enzian           | Klagenfurt ↔ Salzburg ↔ Frankfurt na Majni       |
| EC 114                 | Wörthersee              | Klagenfurt → Dortmund                            |
| EC 115                 | Wörthersee              | Münster → Köln → Klagenfurt                      |
| EC 116/117             | Praha                   | Varšava ↔ Prag                                   |
| EC 117                 | Salzach                 | Frankfurt na Majni → Klagenfurt                  |
| EC 130/131             | Varsovia                | Budimpešta ↔ Bratislava ↔ Varšava                |
| EC 139, 140            | Thello                  | Nica → Genova → Milano                           |
| EC 140/147             | Hortobágy               | Zahony ↔ Debrecen ↔ Beč                          |
| EC 141 do 144          | Thello                  | Milano → Genova → Nica                           |
| EC 144/145             | Jan Perner              | Žilina ↔ Ostrava ↔ Prag                          |
| EC 145/148             | Lehár                   | Beč ↔ Budimpešta                                 |
| EC 145 do 148          | Thello                  | Marseille → Nica → Genova → Milano               |
| EC 150/151             | Emona                   | Ljubljana ↔ Graz ↔ Beč                           |
| EC 153/158             |                         | Basel ↔ Milano                                   |
| EC 158/159             | Croatia                 | Zagreb Gk ↔ Graz ↔ Beč                           |
| EC 159/160             | Thello                  | Milano → Genova → Nica → Marseille               |
| EC 163/164             | Transalpin              | Zürich ↔ Graz                                    |
| EC 170/171             | Carl Maria von Weber    | Prag ↔ Dresden ↔ Berlin                          |
| EC 172/173             | Hungaria                | Budimpešta ↔ Bratislava ↔ Prag ↔ Hamburg         |
| EC 174                 | Robert Schumann         | Prag → Berlin → Hamburg                          |
| EC 175                 | Robert Schumann         | Berlin → Prag                                    |
| EC 176/177             | Johannes Brahms         | Prag ↔ Hamburg                                   |
| EC 178                 | Alois Negrelli          | Prag → Berlin                                    |
| EC 179                 | Alois Negrelli          | Hamburg → Berlin → Prag                          |
| EC 181/182             | Rákoczi                 | Košice ↔ Budimpešta                              |
| EC 186/187             | Hornád                  | Budimpešta ↔ Košice                              |
| EC 190                 |                         | München → Lindau → St. Gallen → Zürich           |
| EC 191/192             |                         | Basel ↔ Zürich ↔ Lindau ↔ Memmingen ↔ München    |
| EC 193                 |                         | Basel → Zürich → Lindau → München                |
| EC 194/195             |                         | München ↔ Lindau ↔ St. Gallen ↔ Zürich           |
| EC 196/197             |                         | München ↔ Kempten ↔ Lindau ↔ St. Gallen ↔ Zürich |
| EC 212/213             | Mimara                  | Zagreb Gk ↔ Villach                              |
| EC 216/217             | Dachstein               | Graz ↔ Saarbrücken                               |
| EC 218/219             |                         | Graz ↔ Frankfurt/Majna                           |
| EC 232/233, EC 238/239 |                         | Kopenhagen ↔ Rødby ↔ Hamburg                     |
| EC 242/243             | Roháče                  | Košice ↔ Prag                                    |
| EC 246/247             | Citadella               | Budimpešta-Déli ↔ Ljubljana                      |
| EC 270/271             | Petrov                  | Budimpešta-Keleti ↔ Brno                         |
| EC 272/273             | Csárdás                 | Budimpešta-Keleti ↔ Prag                         |
| EC 274/275             | Jaroslav Hašek          | Budimpešta-Keleti ↔ Prag                         |
| EC 276/277             | Slovan                  | Budimpešta-Keleti ↔ Prag                         |
| EC 278/279             | Danubius                | Budimpešta-Keleti ↔ Prag                         |
| EC 280/281             | Jan Jesenius            | Budimpešta-Keleti ↔ Prag                         |
| EC 282/283             | Slovenská strela        | Bratislava ↔ Prag                                |
| EC 286/287, EC 288/289 | DB-ÖBB EuroCity         | Innsbruck ↔ Kufstein ↔ München                   |
| EC 314/315             |                         | Dobova ↔ Villach                                 |
| EC 342/343             | Ivo Andrić              | Beograd ↔ Budimpešta                             |
| EC 344/345             | Avala                   | Beograd ↔ Beč                                    |
| EC 354/357             | Franz Kafka             | Prag ↔ München                                   |
| EC 355/356             | Karel Čapek             | München ↔ Prag                                   |
| EC 378/379             | Porta Bohemica          | Prag ↔ Berlin ↔ Hamburg ↔ Kiel                   |
| EC 390/391             |                         | Salzburg ↔ Frankfurt/Majna                       |
| EC 410/411             |                         | Beograd ↔ Ljubljana                              |
| EC 480/481             | Opatija                 | Rijeka ↔ Ljubljana                               |
| EC 482/483             | Ljubljana               | Rijeka ↔ Ljubljana                               |
| EC 490/491             | Balkan                  | Sofija ↔ Beograd                                 |
| EC 1217                |                         | Karlsruhe → Klagenfurt                           |
| EC 1288/1289           | DB-ÖBB EuroCity         | Venecija ↔ München                               |
| EC 1390/1391           |                         | Ploče ↔ Sarajevo                                 |